# Prstence Uranu

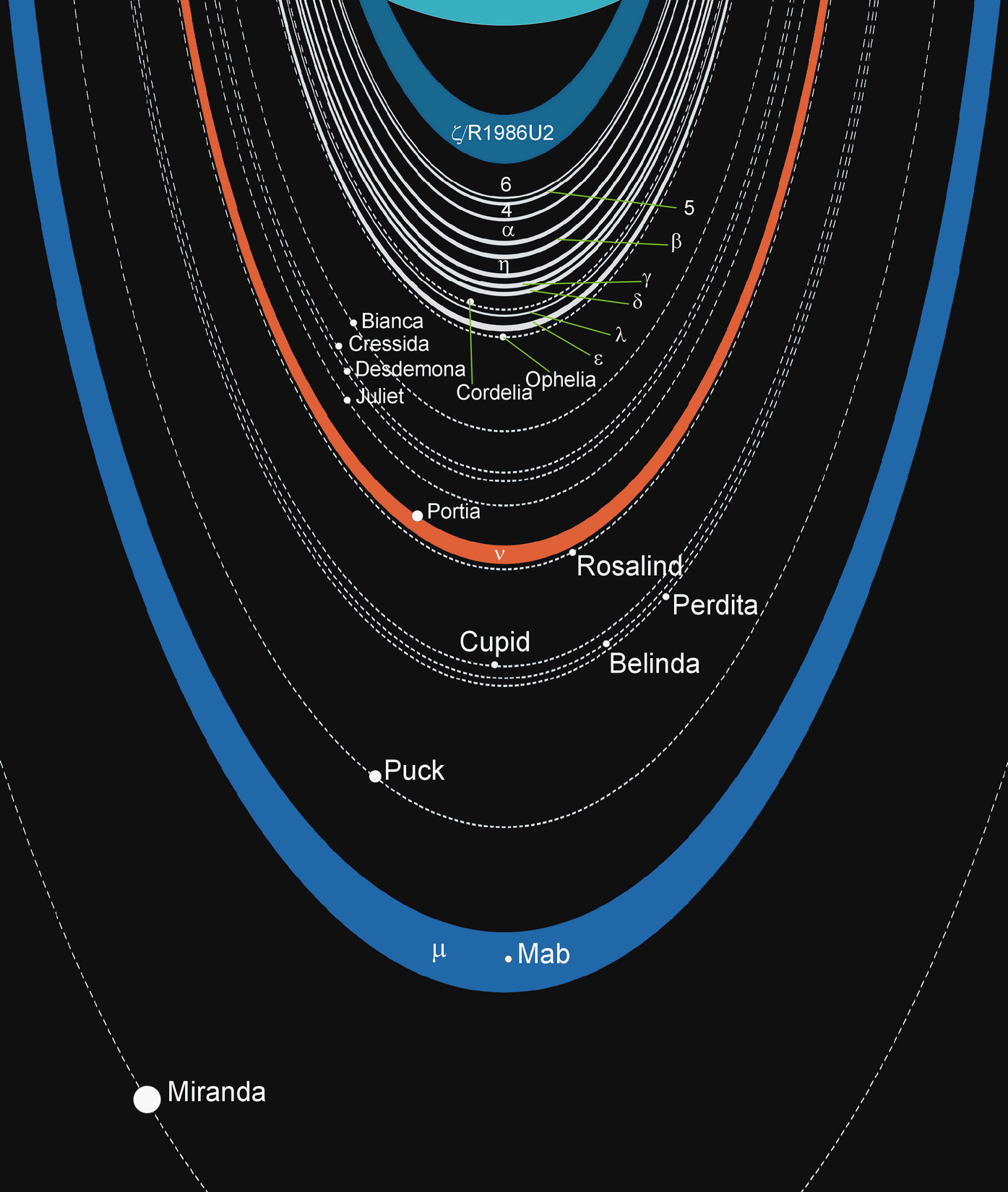
Schéma Uranových prstenců

Uranův systém planetárních prstenců je nezřetelný. Prstence jsou velmi tenké (maximálně 150 m), většinou úzké a jsou složeny z decimetrových až metrových tmavých balvanů. Dosud (rok 2009) bylo objeveno 13 prstenců.

## Charakteristika
Složení prstenců je podobné jako u prstenců planety Saturn: jde o směs prachu a ledu. Oproti Saturnu v nich však nebyly zjištěny drobné a prachové částice: skládají se z balvanů o velikosti od 10 cm do 30 metrů.
Na rozdíl od prstenců ostatních velkých planet je tato soustava prstenců znatelně tmavší, užší a mezi jednotlivými prstenci jsou mnohem větší rozestupy.
Tmavá barva prstenců je dána tím, že na jejich povrchu většinou není led. Občas se zde však vytvoří – v tom období prstence zesvětlí a lze je lépe pozorovat.

### Prstence a měsíce
Většina prstenců Uranu je natolik úzká, že k jejich existenci se kolem nich musí pohybovat tzv. pastýřskě měsíce. Ty svou gravitací ovlivňují částice v prstenci a drží takto úzké prstence pohromadě. Sondě Voyager 2 se podařilo vyfotografovat dva z nich: Cordelia a Ophelia (jejich vliv na prstence popsal v roce 2000 E. Karschkov). Další pastýřské měsíce jsou pravděpodobné, zatím však nebyly objeveny.
Mezi prstenci se pohybuje několik dalších měsíců Uranu (v roce 2009 jich je známo 12). Největší z nich je Puck s průměrem 150 km.

### Seznam Uranových prstenců
| Název         | Vzdálenost od středu planety (103 km) | Šířka (km) | Poznámka                            |
| ------------- | ------------------------------------- | ---------- | ----------------------------------- |
| 19686U2R/Zéta | 38,00                                 | 2500–3500  | Propletené prstence                 |
| 6             | 41,84                                 | 1–2        |                                     |
| 5             | 42,23                                 | 2–5        |                                     |
| 4             | 42,58                                 | 2–4        |                                     |
| Alfa          | 44,72                                 | 5–10       |                                     |
| Beta          | 45,67                                 | 6–11       |                                     |
| Eta           | 47,19                                 | 2–3        |                                     |
| Gamma         | 47,63                                 | 3–4        |                                     |
| Delta         | 48,29                                 | 4–6        |                                     |
| Lambda        | 50,02                                 | 1–2        | Slabý prachový prstenec             |
| Epsilon       | 51,15                                 | 20–96      | Pastýřské měsíce Cordelia a Ophelia |
| Ný            | 68                                    | 3800       |                                     |
| Mí            | 95                                    | 17000      | Okolo měsíce Mab                    |

## Historie objevu

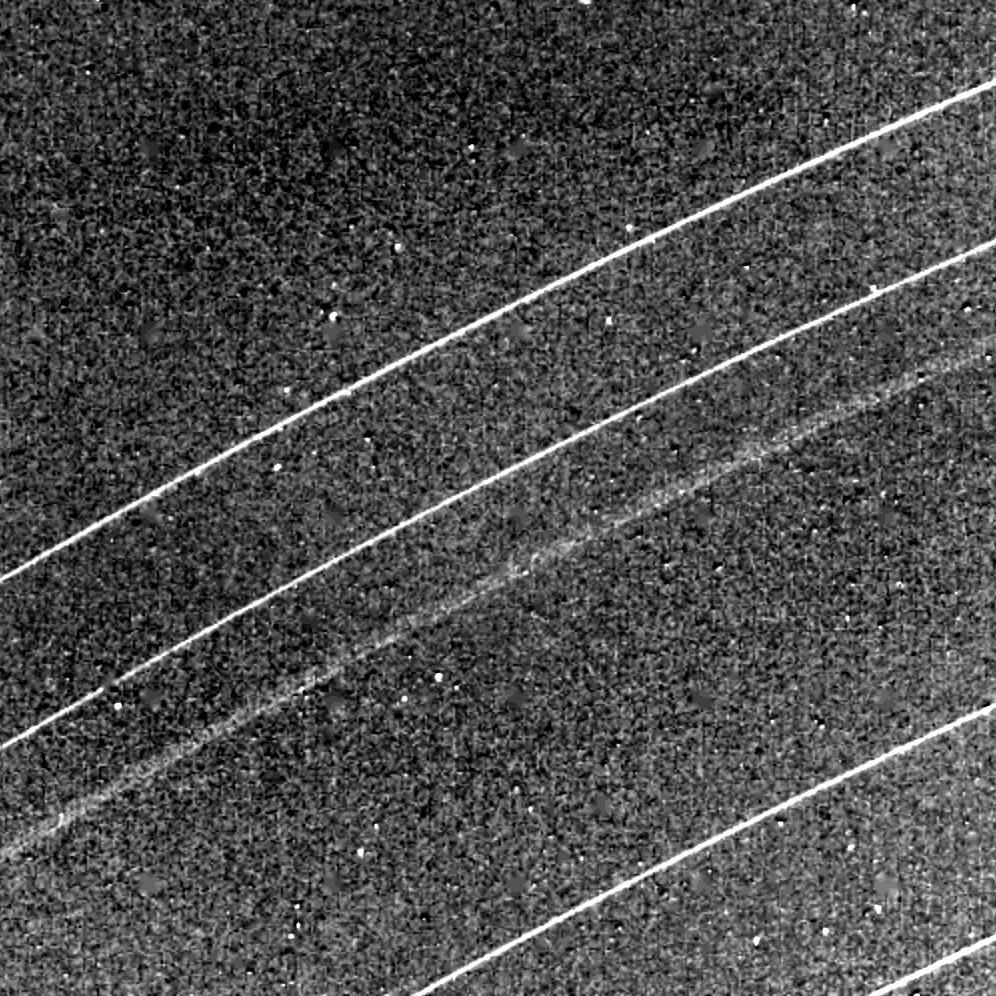
Uranovy nejjasnější prstence delta, gamma, eta, beta and alfa na snímku sondy Voyager 2

První prstenec byly objeveny v březnu 1977 Jamesem L. Elliotem, Edwardem W. Dunhamem a Douglasem J. Minkem v Kuiperově observatoři v Aiborne (Kuiper Airborne Observatory). Objev byl neočekávaný; plánovali využít zákrytu hvězdy Uranem pro studium planetární atmosféry, ale při pozorování zjistili, že se hvězda ztratila z dohledu celkem 5×. Z toho usoudili, že kolem planety pravděpodobně musí být systém prstenců. Analýzou záznamu bylo předpovězeno celkem 8 prstenců: 6, 5, 4, alfa, beta, gama, delta, epsilon.
Existence prstenců byla potvrzena sondou Voyager 2, která prolétla kolem Uranu v roce 1986. Ta při průletu objevila další malé prstence 1986U1R a 1986U2R.
Hubbleův vesmírný dalekohled zpozoroval v srpnu 2003 další dva slabé prachové prstence Uranu; jejich objev byl oznámen v prosinci 2005. Další nové prstence a množství informací o již známých bylo objeveno v letech 2007 – 2008, kdy se prstence nacházely ve vhodné poloze vzhledem k Zemi. V roce 2009 bylo známo již 13 prstenců.